# Kaiser Carabela
El Kaiser Carabela fue un automóvil de turismo del segmento F producido por Industrias Kaiser Argentina y comercializado entre 1958 y 1962. Fue el primer automóvil sedán fabricado con una cadena de montaje y el primer vehículo argentino de pasajeros fabricado en serie, como así también el más largo, ancho, pesado y con mayor distancia entre ejes producido en el país.
Su diseño estuvo íntegramente basado en su predecesor norteamericano, el modelo Manhattan de la compañía Kaiser-Frazer. Su fundador, Henry J. Kaiser, se había consolidado como un exitoso empresario de astilleros navales durante la Segunda Guerra Mundial y las grandes dimensiones del vehículo estuvieron ligadas a su antigua profesión. Tras el fracaso de la corporación automotriz que había fundado con Joseph W. Frazer, la Kaiser-Frazer —a través de la cual se producía el Manhattan—, Industrias Aeronáuticas y Mecánicas del Estado (IAME) inició negociaciones con Kaiser que derivaron en la creación de Industrias Kaiser Argentina (IKA) en 1955, que trasladó las líneas de producción y las maquinarias a Santa Isabel, Córdoba. De ese modo, IKA se consolidó como la primera fábrica automotriz argentina y sudamericana que producía sus autopartes de manera casi íntegramente nacional.
Tras su lanzamiento en 1958, el Kaiser Carabela se consolidó como un vehículo elegante, sólido y altamente confortable con una capacidad para seis o siete personas, pero se vio desfavorecido por su estética pasada de moda, su gran tamaño, la falta de dirección hidráulica y su alto costo de mantenimiento —consumía un litro de nafta cada 5 o 7 km— en un contexto donde comenzaban a aparecer autos compactos y económicos como el Fiat 600 y el Fiat 1500. Tras los acuerdos comerciales de IKA con Alfa Romeo y Renault, que dieron lugar a la fabricación del Bergantín y del Renault Dauphine, el Carabela comenzó a perder terreno en el mercado automotriz hasta su discontinuación total en 1962.
Su carrocería consistió en un sedán sobre bastidor y el motor en un Continental 6L-226 de transmisión trasera, el mismo que portaban la Estanciera, el IKA Bergantín y los Rambler. Además, contaba con 6 cilindros rectificados directamente en el block, una caja de velocidades al volante de cuatro tiempos y una cilindrada de 3707 cc que le permitían alcanzar los 138 km/h. Tenía un peso de 1638 kg, 5475 mm de largo, 1900 mm de ancho, 1545 mm de alto y 3010 mm de distancia entre ejes. A lo largo de su período de producción, que abarcó casi cinco años, fueron lanzadas 10 225 unidades al mercado automotriz, de las cuales 57 fueron utilizadas como taxi.

## Historia

### Antecedentes y origen (1951-1956)

#### Industrias Aeronáuticas y Mecánicas del Estado (1951-1955)
La Segunda Guerra Mundial abrió un paréntesis a muchas aspiraciones y sirvió para despertar nuevas iniciativas. La provincia de Córdoba, por ejemplo, forzó su marcha, pues era preciso afrontar la presión de los mercados locales afectados por el freno a la importación de maquinarias, vehículos y equipos. Juan Domingo Perón, presidente de la Argentina entre 1946 y 1955, creía firmemente en la posibilidad de una tercera guerra mundial y que, en consecuencia, la Argentina debía prepararse para ello, de modo que toda su gestión de gobierno estuvo abocada a fortalecer la industria nacional, la calidad de vida de la población y las Fuerzas Armadas.

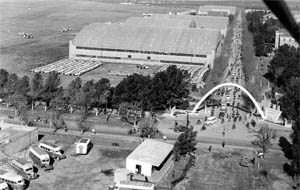
Industrias Aeronáuticas y Mecánicas del Estado (IAME).

El 30 de noviembre de 1951, por medio del decreto 24 103, se creó la Fábrica de Motores y Automotores. En diciembre de ese mismo año, se declaró de interés nacional la fabricación de partes y accesorios para automotores y maquinaria agrícola, y el 28 de marzo de 1952 se ordenó la formación de Industrias Aeronáuticas y Mecánicas del Estado (IAME), empresa autárquica sometida al régimen de la ley 13 653 de funcionamiento de las empresas del Estado con el objetivo de investigar, reparar y fabricar material aeronáutico, y promover la producción automotriz local. Entre las diez fábricas que conformaron IAME, la Fábrica de Automóviles fue la que contó con el apoyo de más de 300 pequeñas y medianas empresas proveedoras de autopartes. En sus inicios, los vehículos que se producían se comercializaban a través del Consorcio Industrial para la Producción Automotriz Argentina (CIPA), que coordinaba los concesionarios y otorgaba créditos prendarios a los usuarios. De la fábrica surgieron los modelos Justicialista Gran Sport, el Justicialista Sedán, el Justicialista Pick Up y el Rastrojero.
IAME también estuvo involucrada en la fabricación y ensamblaje de fuselajes aéreos. Si bien había una falta de ingeniería de proceso y utillaje especializado, era destacable la fuerza de trabajo en la producción de autos y mantenimiento de motores de aeronaves, motores pequeños y plásticos. James McCloud, presidente de Industrias Kaiser Argentina, relató: 

Para mí, IAME representaba un colosal experimento de programa de industrialización subsidiado por un gobierno. Aunque las habilidades estaban bien desarrolladas, se carecía por completo de proceso de producción. Dos automóviles, el cupé Justicialista y la pick up Rastrojero, la motocicleta Puma y el tractor Pampa se fabricaban al mismo tiempo en varias partes de la planta sin que se percibieran divisiones entre un producto y otro. En un edificio se podían ver aviones en reparación, un taller de máquinas de propósito general y una línea de ensamblado de automóviles. Todos los operarios que yo observé eran buenos. Sabían lo que hacían, organizaban sus propias tareas, mantenían sus lugares de trabajo meticulosamente limpios y parecían tener una buena actitud hacia su labor.

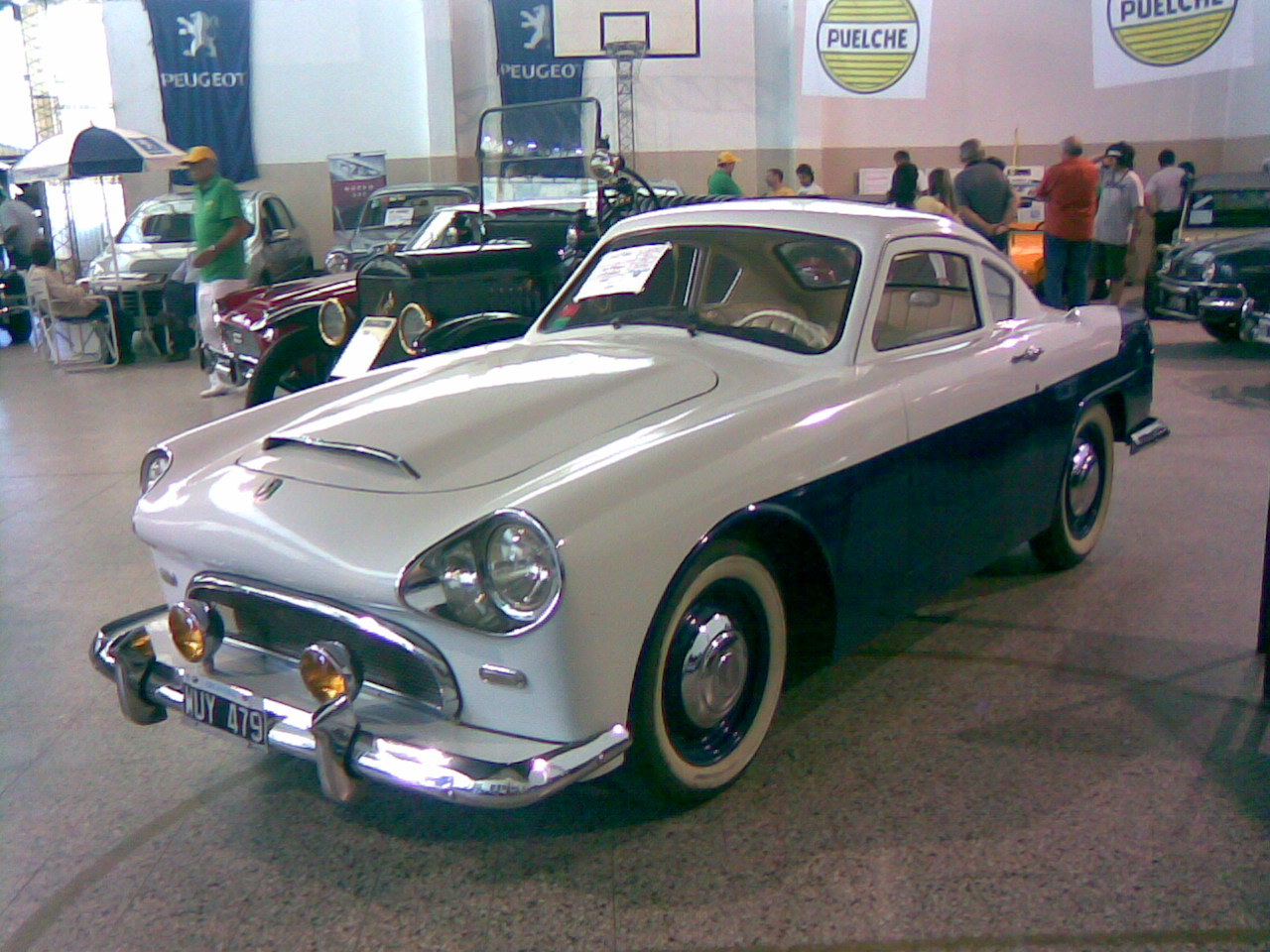
El Justicialista, fabricado en las instalaciones de IAME entre 1953 y 1955. Tenía motor Porsche y su carrocería era de fibra de vidrio reforzada.

En 1951, el presidente Juan Domingo Perón consultó a los distribuidores de las principales empresas del país sobre la posibilidad de producir automóviles en Argentina, pero se consideraba que la falta de masa crítica para crear una industria terminal no justificaba inversión alguna por parte de los capitales extranjeros. La inversión pública y privada de origen interno resultaba insuficiente para aumentar la productividad y reducir el peso de las importaciones en la balanza de pagos. Perón admiraba a los empresarios que progresaban, sobre todo a la variedad de hombres de negocios que había comenzado de cero. Nunca los consideró parte de la oligarquía y buscaba su asesoramiento en asuntos de Estado cuando era necesario.
La crisis de 1952 interrumpió el planeamiento económico a largo plazo que el gobierno de Perón había comenzado en 1946. El Primer Plan Quinquenal había finalizado en 1951, en medio de problemas que requerían medidas de emergencia. El Segundo Plan Quinquenal, que fue dado a conocer el 28 de noviembre de 1952 en un esfuerzo por encarrilar de nuevo a la nación, ratificó la importancia de recibir capitales extranjeros para contribuir al desarrollo económico. Se aclaraban, además, los incentivos y las reglas del juego para los inversores. La producción local de tractores por empresas extranjeras fue el puntapié inicial.
En una entrevista para la U.S. News & World Report, publicada el 10 de julio de 1953, Perón trató de no dar importancia al papel de las inversiones extranjeras para la economía de su país. Sin embargo, la promulgación de una nueva ley por la que se otorgaban facilidades al capital extranjero sumado a su interés por ponerse en contacto con los representantes de las firmas norteamericanas sugieren que, en realidad, estaba ansioso por recibir nuevos capitales. En 1953, tras el lanzamiento del Justicialista, el brigadier Juan Ignacio San Martín, presidente de IAME, viajó a Estados Unidos con el objeto de mostrar los avances y captar el interés de los empresarios de ese país para la instalación de una planta automotriz en Argentina.

#### Negociaciones con la Kaiser-Frazer (1953-1955)

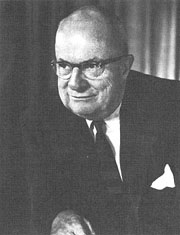
Henry J. Kaiser (1882-1967).

A pesar del interés demostrado por algunas empresas de los Estados Unidos, el único logro de Perón fue el que resultó de sus negociaciones con el ingeniero naval y empresario Henry K. Kaiser y con la Standard Oil de California. Kaiser visitó Buenos Aires en agosto de 1954 durante una gira por América del Sur que había organizado el alcalde de Nueva Orleans, DeLesseps Story Morrison, que se había convertido en un activo promotor del intercambio entre Estados Unidos y el resto de América. Durante su estadía en Argentina, Kaiser concibió una idea que iba más allá de la exportación o la importación.
Tras la Segunda Guerra Mundial, el constructor de barcos había comenzado a expandir sus industrias hacia la producción automotriz, lo que incluía los vehículos para pasajeros Kaiser-Frazer, Kaiser Manhattan, Henry J y el Jeep. Hacia 1954, cuando la demanda en Estados Unidos se puso a la par de la oferta y la economía de escala favorecía a las grandes compañías, Kaiser consideró que era momento de dejar de producir automotores y que podría reubicar ventajosamente sus plantas productoras en Sudamérica. Perón, deseoso con la posibilidad de que la fábrica Kaiser se instalara en la Argentina, inició negociaciones con Kaiser por intermedio de Jorge Antonio y el brigadier San Martín.

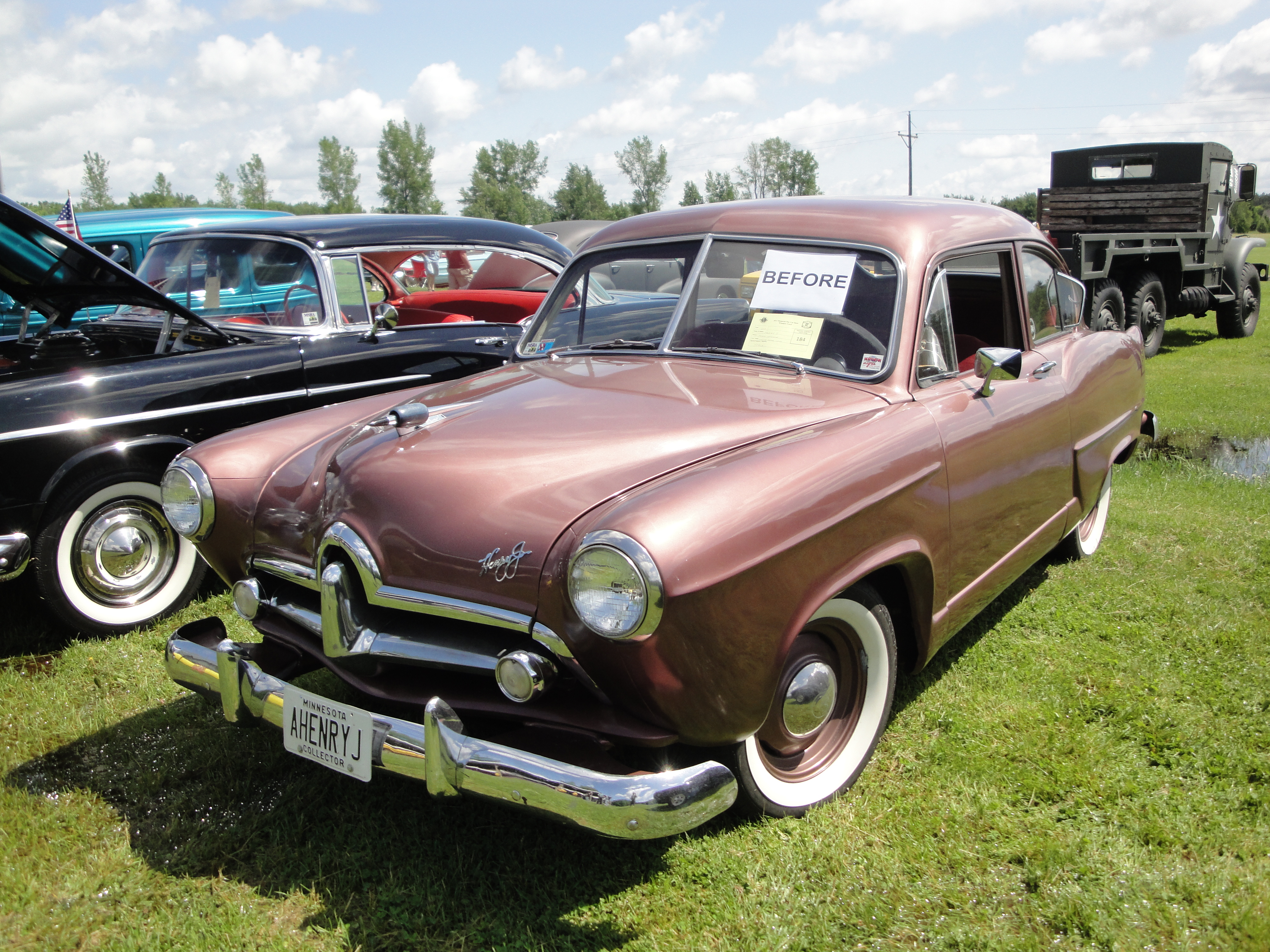
Automóvil estadounidense Henry J, de 1951.

De acuerdo con el testimonio de Morrison, «durante el desarrollo de las tratativas —con Perón, en la Casa Rosada— yo notaba con interés que cada vez que se mencionaba una cifra o una estimación, Perón dudaba y miraba en dirección a un hombre oscuro y silencioso que estaba sentado en uno de los extremos de la mesa y luego tomaba una decisión. Este misterioso asesor nos había sido presentado como Jorge Antonio». Morrison llegó a la conclusión de que Jorge Antonio se opondría a cualquier arreglo —a menos que él pudiera sacar algún provecho personal—, información que transmitió a Henry J. Kaiser, que se oponía a cualquier tipo de intermediación. Le comentó sus puntos de vista a Perón y amenazó con dar por finalizadas las tratativas, lo que hizo que Jorge Antonio se corriera a un lado.
La responsabilidad de continuar con las negociaciones recayó luego en manos de Edgar Kaiser, el hijo de Henry J. Kaiser, patrocinado por un equipo de abogados que incluía al reconocido letrado de Washington, Lloyd N. Cutler, quien luego se convertiría en asesor legal del presidente Jimmy Carter. Edgar compaginó un acuerdo por el que se creaba una empresa llamada Industrias Kaiser Argentina con el propósito de producir vehículos automotores, para la cual Kaiser aportaría maquinarias, equipos y matrices que serían enviados desde los Estados Unidos a cambio de recibir un 40 % del interés de la empresa. El resto del capital necesario sería provisto por un ente del Estado bajo control de la Fuerza Aérea Argentina y a través de la venta de acciones al público.

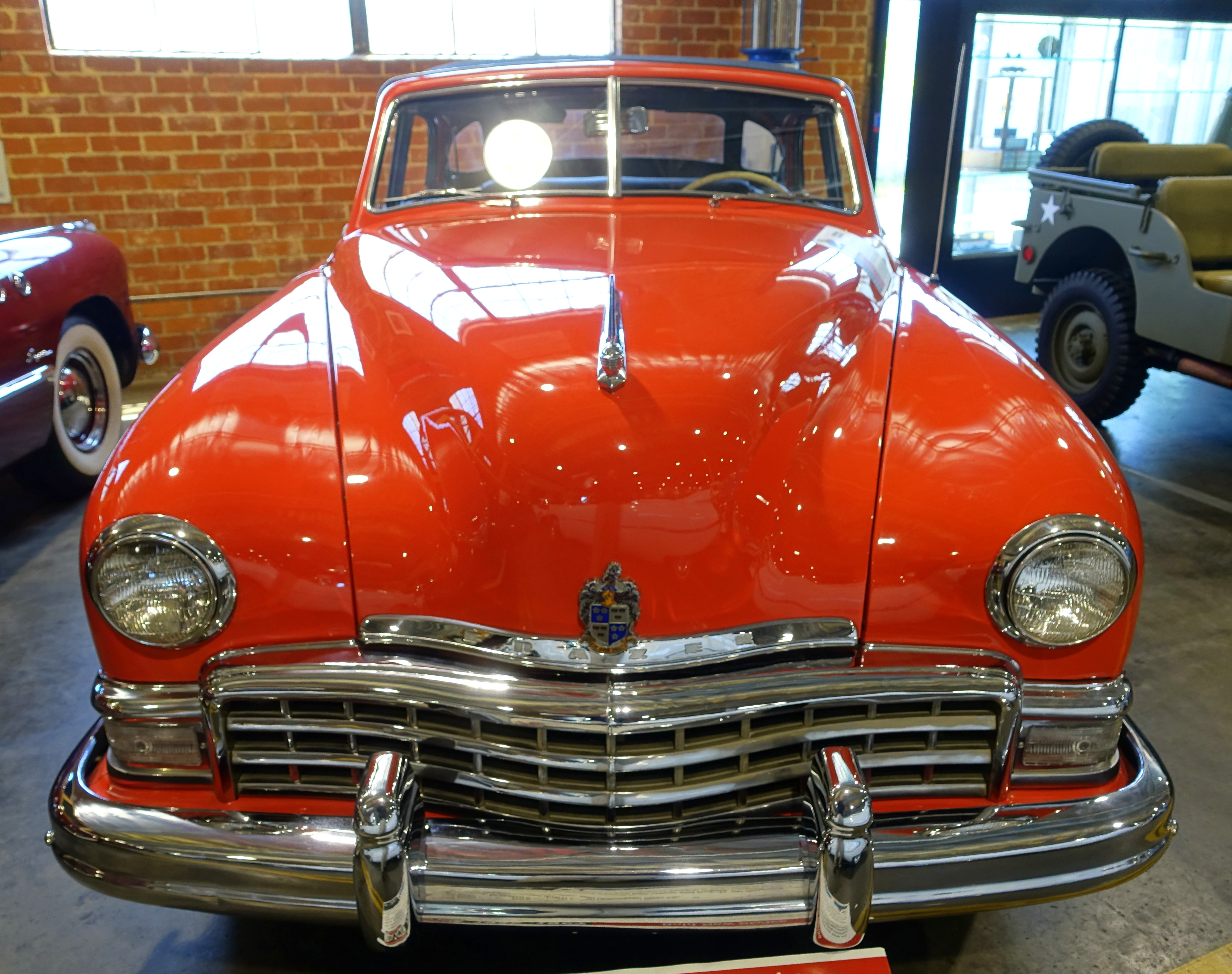
Automóvil estadounidense Kaiser Frazer, de 1949.

Durante una reunión entre representantes del grupo Kaiser y Perón, Jorge Antonio solicitó una entrevista con los norteamericanos en el hotel donde se hallaban alojados. Según Cutler, Antonio daba la impresión de estar hablando en nombre de Perón y les hizo la siguiente propuesta: en lugar de formar una única empresa argentina, crearían dos, una para producir vehículos y otra para distribuirlos. Kaiser y lo que Antonio llamaba «nuestro grupo» —aunque nunca fue develada su composición— serían los propietarios de la segunda compañía encargada de vender los automotores producidos por Kaiser. Dado que en Argentina había escasez de automóviles y los precios que se podían cobrar por su venta eran altos, la segunda empresa iba a obtener ganancias considerables de la operación Kaiser.
La delegación de Kaiser se debatía ante el problema de no querer perder el acuerdo logrado con Perón, pero al mismo tiempo, no querían aceptar la propuesta de Jorge Antonio, aunque no tuviese nada de ilegal dentro del marco de la legislación argentina. Edgar Kaiser y uno de sus abogados salieron de la encrucijada con una maniobra ingeniosa que dejó a Antonio al descubierto. Se dirigieron directamente a Perón y pusieron el asunto en sus manos, diciéndole que la propuesta era injusta con los inversores argentinos y preguntándole si era cierto que Jorge Antonio les había transmitido el pensamiento del Presidente, todo lo cual fue negado por Perón. Les aseguró que los directivos de Kaiser podrían elegir libremente los socios que quisieran tener y estaban libres para actuar de la manera que les conviniera.
A pesar de eso, la influencia de Jorge Antonio —que evidentemente quería obtener provecho de la negociación— persistió. Si Perón daba muestras de tolerar un intento burdo por parte de sus íntimos, podía ser cierto que muchos de los que estaban a su alrededor se estuvieran enriqueciendo a sus espaldas. En 1976, por ejemplo, salió a la luz que durante la era de Perón los funcionarios argentinos recibían una comisión del 10 % sobre los contratos comerciales arreglados por el príncipe Bernardo de Holanda entre compañías holandesas y la Argentina.

#### Industrias Kaiser Argentina (1955-1956)

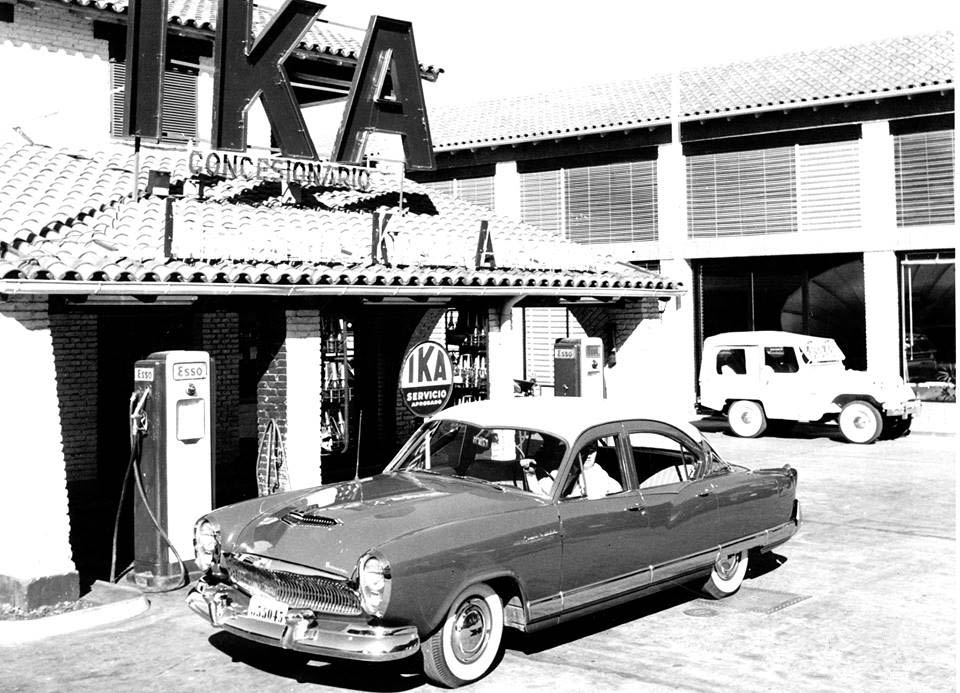
El Kaiser Carabela en un concesionario de IKA.

El contrato entre IAME y la corporación Kaiser que dio origen a Industrias Kaiser Argentina tuvo lugar en enero de 1955 en el despacho del presidente Perón, que fue derrocado por un golpe de Estado en septiembre de ese año. El capital inicial fue de 360 millones de pesos moneda nacional —equivalente a unos 20 millones USD de aquel entonces—. El 32 % representaba el valor calculado de maquinarias y herramientas traídas de Estados Unidos, un 20 % constituía la inversión de IAME y el saldo restante se repartía entre un crédito a largo plazo del Banco Industrial y títulos de la Bolsa de Comercio de Buenos Aires.
En marzo de ese año, se inició la construcción de la fábrica en Santa Isabel, Córdoba, compuesta por una planta de producción integral de motores, una planta de prensas para estampado de carrocerías y una planta de ensamblaje. Ese mismo año, en un contexto de grave escasez de vehículos y un bajo nivel de automóviles por habitante, se importaron unas 1000 unidades del Kaiser Manhattan desde Estados Unidos, que fueron vendidas a personas que habían recibido un certificado de compra del gobierno a un precio predeterminado de 92 500 pesos moneda nacional. A diferencia del Manhattan, el Carabela no tendría compresor de sobrealimentación ni sobremando, con unos pocos cambios en la suspensión, tapizado y chasis.
En los trece meses que mediaron entre la colocación de la piedra fundamental y la salida del primer Jeep argentino se construyeron 73 381 metros cuadrados de planta y llegaron 9000 toneladas de equipos desde Estados Unidos. Fueron empleados casi cinco millones de toneladas de acero, dos millones de ladrillos y 10 millones de kg de cemento. El traslado de maquinaria fue una labor coordinada entre Buenos Aires, Córdoba y Estados Unidos. Una de las coronas de prensa era tan pesada —60 toneladas— que obligó al barco que la trasladaba a remontar 100 km por el río Paraná hasta San Nicolás, único lugar donde se disponía de una grúa de suficiente capacidad para descargarla.
En paralelo a IKA, surgieron industrias autopartistas menores que se tradujeron en nuevas fuentes de trabajo y fue así como se reconvirtieron fabricantes de licuadoras y lavarropas en abastecedores de la industria. IKA llegó a contar con 1500 proveedores industriales luego de enseñarles a muchos de ellos a leer planos, obtener materiales especiales, medir con equipos de precisión y hacer ensayos de vida con sus productos para lograr una calidad idónea.
El 27 de abril de 1956, apenas trece meses después de la construcción de la planta, fue lanzado el Jeep, el primer vehículo utilitario producido en serie en el país y América Latina. El contenido nacional era de cerca del 40 %, aunque según McCloud, este hubiera sido mucho mayor de haber estado en total operación la planta de prensas. Ese año se produjeron 2400 unidades.

### Producción (1957-1958)
El Departamento de Ingeniería Experimental de IKA era el encargado de llevar adelante estudios de mercado y comprobar las posibilidades de realización de un proyecto desde el punto de vista técnico. Para ello, contaba con tres departamentos: Taller, Laboratorio e Ingeniería de Ensayos. En el primero, se producían modelos experimentales de piezas —un automóvil llevaba alrededor de 5000— y mecanismos, como así también de autos completos. En el Departamento de Ingeniería Experimental, se probaban las soluciones presentadas por el taller o el laboratorio, para lo cual se recurría a dispositivos fuera de serie, planeados y construidos intencionalmente.
Luego de que el proyecto fuera aprobado, se dirigía al Departamento de Ingeniería de Productos, donde se trazaba y delineaba el proyecto en todos sus detalles hasta tomar una forma definida, es decir, se adaptaban las soluciones a la capacidad de las instalaciones de Santa Isabel. Una vez que se ejecutaban los planos o matrices, estos eran transferidos al sector de Matricería y Herramientas de Ingeniería Herramental, dependiente de la Dirección Técnica de la planta. A comienzos de los años de 1960, se generaban alrededor de 40 000 planos por mes en IKA. En cuanto a las matrices, se producían entre 250 y 300 al año por medio de dos copiadoras alemanas de elevada de perfección.
Para la construcción del Kaiser Carabela, se empleaban materiales que llegaban a la fábrica en bruto —chapas para la carrocería, planchuelas para bastidores, acero para cigüeñales—, piezas manufacturadas adquiridas a proveedores —generadores, motores de arranque, instrumentos del tablero— y piezas de fundición que, luego de maquinadas, formaban los blocks, tapas de cilindros, carcazas del diferencial. Otras pocas piezas, como el cárter y el sistema de ventilación, eran importadas. Todas, en su conjunto, pasaban por un estricto control de calidad a cargo del Departamento de Ingeniería de Materiales para poder intervenir en la fabricación del producto.
El Departamento de Proceso de Línea era el encargado de velar por la regularidad de la producción y tenía injerencia directa en el control de las líneas de montaje, como así también de transformar o mejorar procedimientos de armado o elaboración.

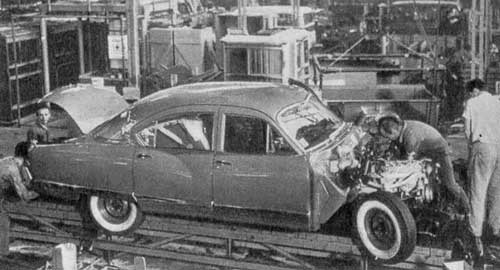
Kaiser Carabela en ensamblaje.

Para estampar la carrocería de un Carabela, hacía falta una tonelada de chapa de acero, de la que aproximadamente se aprovechaba la mitad y lo restante quedaba en forma de recortes o chatarra. Con excepción de la Estanciera, el Baqueano y el Utilitario, todas las carrocerías se estampaban en IKA, que contaba con un predio de 150 000 metros cubiertos.
En una distribución de tiempo estricta para cada proceso, la línea avanzaba a una velocidad de 85 cm por minuto. Los subconjuntos armados para el montaje debían pasar también por un proceso de inspección que consistía en comprobar su correcto funcionamiento. En el caso de los motores, se hacían funcionar durante cierto tiempo en dispositivos especiales. El comportamiento de cada unidad motriz, como así también de las cajas de velocidades, quedaba registrado en los diales e instrumentos del dispositivo y era sometido a un control de habilitación a cargo del Departamento de Inspección, que otorgaba el certificado correspondiente luego de las pruebas, armado y análisis correspondientes.
IKA producía dos tipos de automóvil —con chasis y los integrales—, con diferencias en la producción intelectual y material. Sus elementos podían provenir de cuatro fuentes, que iban desde fundición a cargo de subcontratistas y forja en una planta anexa a la fábrica hasta estampado y elementos comprados hechos —por vía de importación directa o compras de productos nacionales o importados—. La tapicería se efectuaba íntegramente en Santa Isabel y el sector de forja se encargaba, en su rol de proveedor externo, de producir palieres, engranajes y puntas de eje.
Para la producción del Carabela, se tomaba una plancha de acero y luego de pasar por el prensado, terminaba con forma de larguero o travesaño. Finalmente, sus elementos eran soldados y remachados hasta la conformación del chasis. La puerta del Carabela requería, para su fabricación, de once prensados de los 24 que ofrecía la fábrica. Su carrocería también comenzaba como una chapa de acero, que luego era estampada y pasada a depósito, de donde era retirada para tomar forma merced a la soldadura y el estañado. Luego del relleno de imperfecciones, era pintada por medio de un sistema que requería 14 operaciones: desengrase, enjuague del desengrasador, fosfatizado, enjuague del fosfatizado, baño de ácido crómico, secado, pintura antivibratoria, impresión —base para la pintura definitiva—, sellador plástico para juntas de carrocería, secado, lijado al agua, secado, limpieza para pintar, pintura y secado —que consistía en cuatro manos de pintura alternativas—.
Las piezas eran derivadas y reunidas en almacenes, de donde eran trasladas a sus respectivas líneas de subconjuntos. El pase era efectuado por medio de carros denominados «mulitas» o «quirquinchos», que utilizaban motores rechazados por fallas. Cuando las piezas eran reunidas, se procedía a su remachado y soldadura para luego ser alquitranado, y prevenirlo así del óxido y la corrosión.

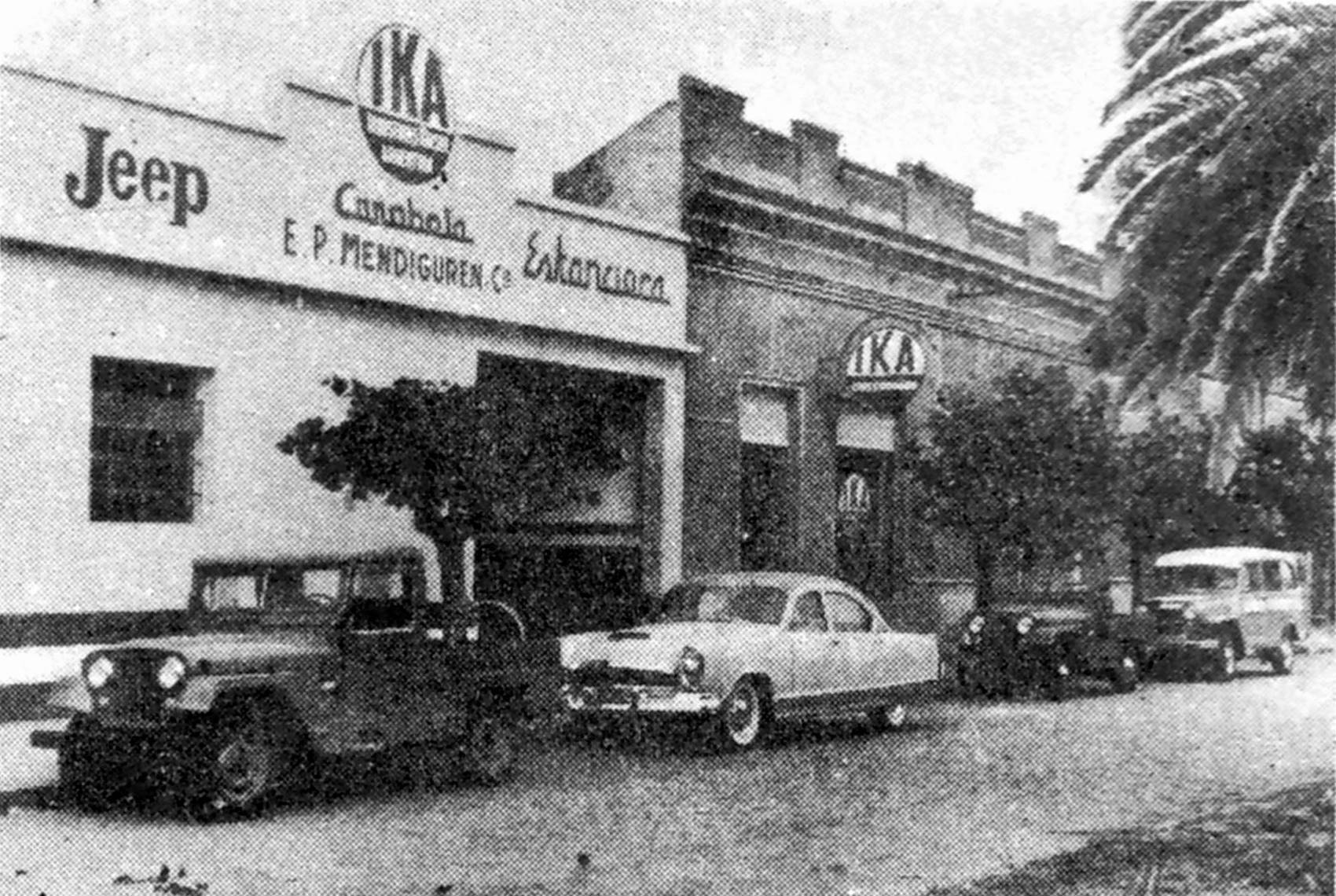
Una unidad de Kaiser Carabela, junto a otros productos de la marca IKA —la Estanciera, el Jeep y la Pick Up— en una concesionaria del partido de Rauch, 1960.

Para el motor, se había montado una línea de producción compartida con el Jeep a pesar de que el maquinado de los dos tipos de blocks eran desiguales, lo que resultaba más económico para la planta. La estandarización de componentes para distintos modelos —sobre todo en las medidas internas de cilindros— que permitía maquinar motores 151 y 226 en la misma línea era un factor que abarataba costos de almacenamiento y producción para una empresa que producía 185 vehículos diarios, cifra pequeña en comparación a fábricas como Volvo —7500— o Standard —10 000—. Los frenos, por ejemplo, eran los mismos para toda la línea Kaiser, salvo el Dauphine. Estos avanzaban sobre una plataforma de rodillos que penetraban en túneles donde eran desbastados, rectificados y, en caso de ser necesario, pomizados. También eran perforados alojamientos de espárragos, rectificados los asientos de válvulas y hechas perforaciones para montaje de elementos, a lo que posteriormente se colocaban el cigüeñal con cojinetes, bielas, pistones, tapa de cilindros, cárter y accesorios. Antes de adosarlo al chasis, había que unirlo a la caja de velocidades. Las carcasas se maquinaban sobre tornos múltiples y los engranajes eran fresados por máquinas generadoras de hipoidales, algunas de marca Gleason. En la fábrica, solían exhibirse tableros suspendidos del techo, a los cuales iban sujetados con alambre distintas piezas de máquina. Al lado de cada una, se indicaba un valor monetario. Cuando reporteros de la revista Parabrisas, en una visita a las instalaciones, preguntaron de qué se trataba, les respondieron: «Cuando se rompe una herramienta, la abrochamos a uno de esos tableros y al lado indicamos el costo de reposición, para que los operarios aprecien el valor de los elementos que manejan».
Cuando el chasis era unido a la carrocería, llegaba a la línea final de ensamblado, tras lo cual se le adosaban el tapizado, vidrios, adornos y la parte instrumental. Finalmente, el automóvil era trasladado a una playa de expedición, donde quedaba a la orden del concesionario para ser retirado por su cuenta.

### Lanzamiento y recepción (1958-1959)
Industrias Kaiser Argentina había lanzado el Jeep en abril de 1956, la Pick Up en septiembre del mismo año, la Estanciera en mayo de 1957 —todos utilitarios— y se propuso como siguiente objetivo lanzar un vehículo de pasajeros a modo de progreso, coronándose ya no como una planta de montaje, sino como una industria integral para la fabricación de automotores. El propósito de IKA de producir un vehículo con la menor utilización de divisas posibles se concretó con la reducción progresiva de componentes importados, lo que le dio mayor autarquía a su planta automotriz.

Sin embargo, no todos aquí nos apoyaban. La mayoría de los ingenieros argentinos con los que trabajaba en IAME sentía gran apatía hacia nuestro programa. Apoyaban la producción del vehículo utilitario Jeep, pero pensaban que el auto de pasajeros de Kaiser era demasiado grande y pesado, el motor Continental 226, obsoleto, y que solo debía importarse equipamiento nuevo. En términos ideales, ellos estaban en lo correcto en todos los aspectos. Un auto más liviano y compacto sería más adecuado al requerimiento del mercado argentino, tendría un uso más eficiente del combustible y yo habría estado feliz de poner en marcha una nueva planta con las últimas novedades en materia de equipamiento. Pero no podíamos darnos el lujo de hacerlo en esos términos. Los productos, gustaran o no, eran los únicos que teníamos disponibles y harían su trabajo. El punto central de la historia era que se permitía el despliegue de un excedente de maquinarias y el desarrollo de una producción automotriz en el país, ahorrando divisas que redundarían en el beneficio de todos.
James McCloud

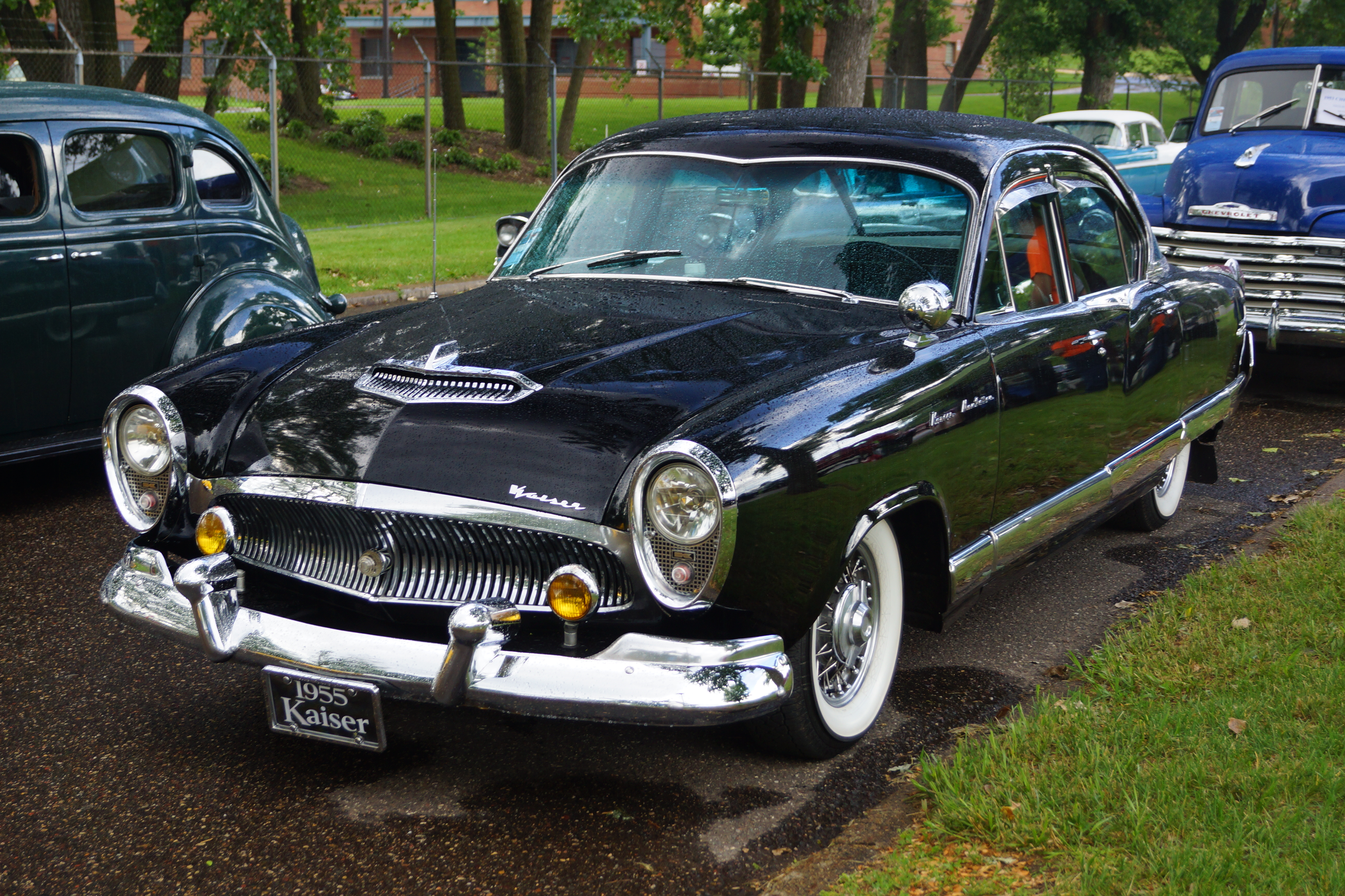
Kaiser Carabela.

El Kaiser Carabela se lanzó públicamente el 25 de julio de 1958 en medio de una restricción a la importación de vehículos de gran tamaño —solo podían ingresar 6000 autos anuales y el promedio de producción era de 3000 por año—, por lo que, en principio, su aparición venía a cubrir un hueco en el mercado automotriz. Si bien se había pensado el nombre de Kaiser Metropolitano para su bautismo, finalmente se decantó por el de Carabela en alusión a las viejas embarcaciones a vela usadas en los viajes oceánicos del siglo XV y XVI. Una versión especial de color rosa pálido fue obsequiada a Henry J. Kaiser, que residía en Hawái, y quedó fascinado con la calidad obtenida. Según el propio James McCloud, «era mejor que el Kaiser Manhattan de Estados Unidos». Tenía un 80% de su contenido fabricado íntegramente de manera nacional y se convirtió en el primer coche de pasajeros fabricado en serie en el país y en Sudamérica a un costo aproximado de 220 000 pesos moneda nacional. Los argumentos de la campaña publicitaria se centraban en la calidad, solidez y confort del vehículo, condiciones que fueron muy valoradas por el público debido a que la red vial de Argentina no era demasiado buena.
Si bien tenía un diseño algo anticuado pero sofisticado, con las formas redondeadas propias de los grandes sedanes norteamericanos, la dirección del Carabela —más por el diámetro de giro que por la asistencia— era una de sus fortalezas y facilitaba su maniobrabilidad en tránsito urbano. Sus dimensiones amplias se traducían en un gran espacio interior y confortabilidad. Las suspensiones mullidas y su buen andar le proporcionaban una marcha superior, y su velocidad ideal era entre los 100 y 110 km, aunque alcanzaba los 138. Sus tapizados y la calidad de sus terminaciones lo diferenciaban y destacaban de otros automóviles de origen nacional, dado que los interiores y la parte superior del tablero estaban revestidos en cuero Sedanap rellenado con goma, un detalle de categoría y seguridad para la época. Si bien todos los Carabela contaron con interiores de cuero hasta 1961, posteriormente se incorporó el desarrollo de telas de poliamida con las empresas Fibratel y Texa Textil. Las telas tuvieron aplicación hasta la discontinuación del Carabela poco tiempo después. Además, contaba con dos encendedores de cigarrillos, un cenicero y una radio con alcance de 300 km. Sus butacas eran enterizas y la posición de manejo era cómoda a tal punto que el asiento podía regularse en profundidad, lo que beneficiaba a conductores de elevada estatura. El volante, por su parte, era pequeño respecto a sus exageradas proporciones y la bocina era accionada por un sistema poco común: los dos rayos del volante estaban recubiertos por una chapa moldeada que se oprimía con un pulgar.
Inicialmente, fue un vehículo elegido por la clase media, entre los que se hallaban médicos y hombres de negocios, pero luego se convirtió en un auto familiar, aunque también cumplió un breve rol como vehículo de transporte de pasajeros. A diferencia del Manhattan, el velocímetro fue configurado para kilómetros y se pusieron leyendas en español en los medidores, pero la velocidad marcada presentaba diferencias respecto a la velocidad real. Sin embargo, los sistemas de ventilación y calefacción mantuvieron las denominaciones en inglés. Los amortiguadores fueron adaptados y el motor, aunque similar al de su predecesor, era otro. El motor del Manhattan era un Supersonic Six de seis cilindros en línea de cabeza plana y 226,2 pulgadas cúbicas (3707 cm³) de cilindrada. Su potencia de 100 caballos de fuerza resultaba insuficiente para mover con soltura su carrocería de 1300 kg de peso.

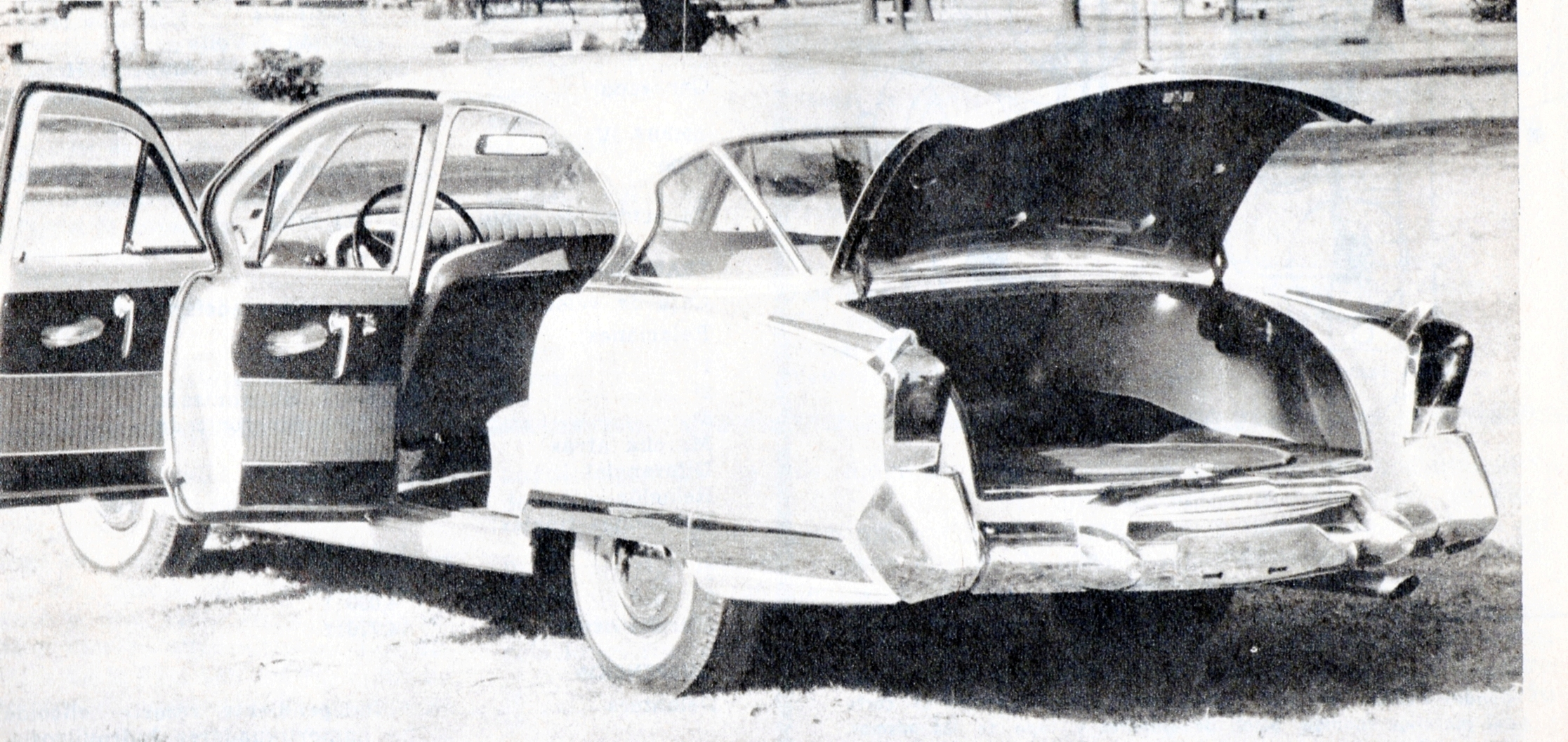
Vista trasera del Kaiser Carabela.

La dirección hidráulica tenía mucho ángulo de giro, lo que facilitaba bastante estacionarlo, pero en cambio, era sumamente pesada a pocos kilómetros por hora y siempre convenía tener correctamente engrasado el mecanismo de dirección para evitar rozamientos. La traba de las cuatro puertas era a perilla y se podía descender del auto por la puerta del volante o la del acompañante. El arranque se hacía girando la llave de contacto y el cebador era automático; no solamente estrangulaba el paso del aire, sino que apresuraba el ralentí mientras el motor no lograba su temperatura normal de funcionamiento. Si bien el arranque era instantáneo, se aconsejaba entibiar el motor durante un minuto antes de emprender un viaje. Los limpiaparabrisas eran del tipo «a vacío» y dejaban un sitio sin barrer en el centro del parabrisas, lo que generaba molestia entre los usuarios, aunque esto no era peligroso. Contaba con «luces de cortesía» debajo del tablero al abrirse cualquiera de las puertas delanteras y con «luces de cabina» —montadas en el interior de los parantes de las puertas— al abrirse las puertas traseras. Las tres perillas tipo Douglas DC-3 que accionaban la toma de aire para ventilación se ubicaban a la izquierda del tablero y, más abajo, había una llave de paso de agua caliente que, al cerrarse, impedía la calefacción. El manual de instrucciones no era demasiado claro respecto a este punto.
Al momento de su lanzamiento, IKA esperaba producir 3000 unidades durante 1958 y 7500 para 1959. Además, entre julio y diciembre de 1958, se ensamblaron 2454 Jeeps. Los 22 612 vehículos producidos por IKA constituyeron el 81 % de todos los vehículos fabricados en la Argentina ese año.
Cuando el Kaiser entró tardíamente en el mercado en 1958, no satisfizo la demanda de una unidad más pequeña y económica. En el panorama argentino de producción automotor, el Carabela era el único que se encuadraba dentro de la categoría de los popularmente llamados «botes» o «dinosaurios devoradores de nafta», según George Romney, presidente de la American Motors Corporation. Por lo tanto, los que preferían un auto francamente grande, tanto en dimensión física como en cilindrada y potencia de motor, solo podían optar por el Carabela o autos importados, pero estos últimos eran muy onerosos o de segunda mano.

### Desaceleración y declive (1960-1962)

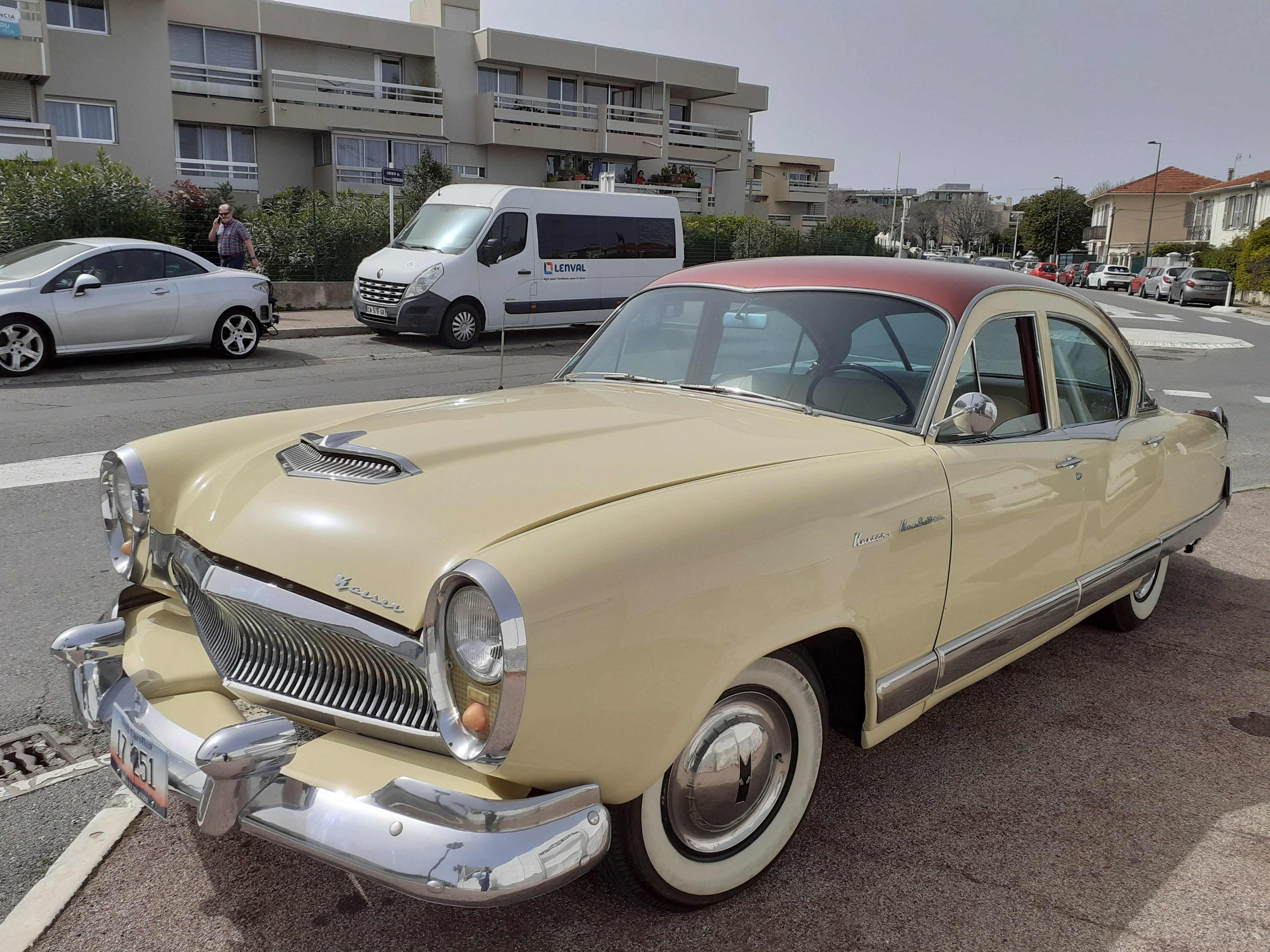
Kaiser Carabela.

El Proxecto X-60, que buscaba desarrollar un automóvil europeo de estilo mediano con la incorporación de piezas de IKA, concluyó en una serie de negociaciones entre el gerente de Relaciones Públicas de IKA, Manuel X. Ordóñez, con Igino Alloisio, vicedirector general de Alfa Romeo. IKA, enterada de que se había discontinuado la producción del Alfa Romeo 1900, localizó un ejemplar y lo trasladó a la planta de Córdoba para que lo disfrazaran y realizaran un prototipo con piezas argentinas, que resultó muy bueno. Se desarmó la Berlina 1900 y se la reconstruyó con componentes IKA, aunque muchas de las piezas de Alfa Romeo fueron conservadas. 
McCloud, que se convertiría en presidente de la empresa en 1959, viajó a Italia en septiembre de 1958 para una nueva reunión. En esa oportunidad, Alloisio le manifestó que vendería el conjunto de equipos por un millón USD con la condición de que el vehículo producido en la Argentina no llevara ninguna identificación de Alfa Romeo y de que ninguna publicidad asociara a la firma italiana con el producto argentino.
Tras el acuerdo firmado entre las compañías Alfa Romeo, Willys Motors e IKA que establecía la cesión de la patente para la fabricación de la carrocería del Alfa Romeo 1900 Berlina con un motor similar al del Jeep y la Estanciera, IKA redujo a la mitad la producción del Kaiser Carabela para poder cumplir con el plan. El IKA Bergantín se lanzó en 1960 y fue el producto de esa alianza.
En 1959, IKA firmó un acuerdo con Renault para producir bajo licencia modelos como el Dauphine, que fue lanzado en julio de 1960. Hacia 1961, en el ocaso de su breve trayectoria, el Kaiser Carabela perdió posición en el mercado ante la aparición de vehículos compactos y con mayores prestaciones —algunos traían novedades como el aire acondicionado o el levanta cristales eléctrico—. Fue así como el Renault Dauphine, el IKA Bergantín y el Rambler —que comenzó a ser producido tras un convenio entre IKA y American Motors— lo suplantaron y motivaron su discontinuación total en 1962, apenas cinco años después de su lanzamiento. El Kaiser Carabela costaba, para ese entonces, alrededor de 550 000 pesos moneda nacional, un monto elevado para la época.

### Uso como transporte de pasajeros y décadas posteriores

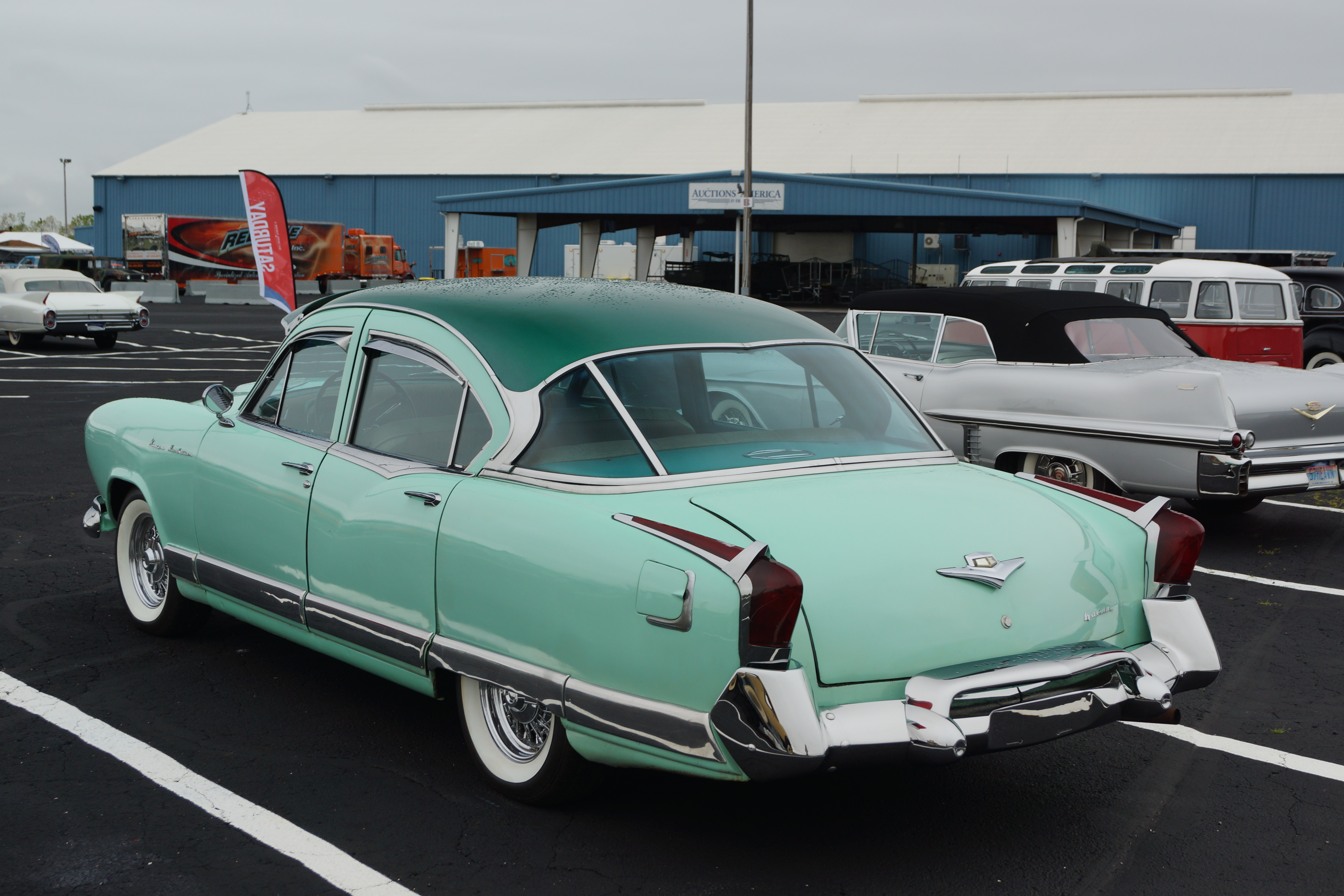
Foto reciente de un Kaiser Carabela visto desde atrás.

La producción de la versión para transporte de pasajeros, comúnmente denominada taxi, alcanzó las 57 unidades. En esencia, era un Kaiser Carabela con algunos detalles simplificados en la carrocería. Tenía un cartel luminoso en el techo donde rezaba la leyenda «Taxi» y su acabado era en color crema con techo negro, aunque también se fotografiaron algunas unidades en color negro con techo amarillo frente a la fábrica Perkins Argentina. Se eliminaron las protuberancias de chapa en los cuatro extremos del auto y, en el caso de los aros de los faroles delanteros y traseros, se utilizó fibra de vidrio, un material más elástico y resistente al impacto que la chapa. El interior de cuero fue reemplazado por tela de vinilo, un material sintético que era de mejor lavado y duración, y la parrilla del radiador fue sustituida por una chapa perforada. El Kaiser Carabela taxi KA-1T fue vendido solamente por intermedio de sindicatos y asociaciones profesionales para evitar negocios fraudulentos y que unidades de la versión tradicional fueran convertidas en taxis. Carrocerías Gnecco, a pedido de IKA, también fabricó un par de unidades en formato limusina.
Hasta el momento de ser derrocado mediante un golpe de Estado por el general Juan Carlos Onganía el 29 de junio de 1966, el presidente radical Arturo Illia se movía en un Kaiser Carabela que había comprado con sus propios ahorros. A partir de los años de 1970 y 1980, ante el declive de la industria nacional y la aparición de las economías marginales, el Kaiser Carabela fue utilizado usualmente como remís y muchas unidades fueron cercenadas en su carrocería por los usuarios para ser transformadas en coches fúnebres. El automóvil tuvo una aparición en cine cuando en 1987 el director Fernando Spiner dirigió Balada para un Kaiser Carabela, un cortometraje en el cual Luis Alberto Spinetta participó como actor y autor de la música. Fue filmado en la ciudad de Villa Gesell y el rodaje se proyectó solo una vez en la discoteca Cinema de Buenos Aires, aunque luego circuló por festivales europeos donde fue premiado y televisado por Canal Plus de Francia. En 2007, se conformó el grupo Kaiser Carabela Fest Band en Bahía Blanca, integrado por once miembros que encontraron en este auto un paralelo con el género musical ska. Lanzaron un disco, «Mente cochina», a raíz del cual se presentaron en múltiples festivales y recitales. El automóvil volvió a aparecer en las tapas de noticias cuando el presidente de la Asociación del Fútbol Argentino, Claudio Tapia, fue obsequiado con un Kaiser Carabela color turquesa por parte del cantante Ulises Bueno en diciembre de 2017.

## Especificaciones técnicas

### Motor
| Modelo             | Tipo                 | Diámetro  | Carrera    | Cilindrada | Relación de compresión | Potencia al freno            | Cupla motriz máxima                 | Ubicación de las válvulas |
| Continental 6L-226 | 6 cilindros en línea | 84,138 mm | 111,125 mm | 3707 cc    | 6,86:1                 | 116,6 CV (115 HP) a 3800 rpm | 24,89 mkg (180 lbs, pie) a 2000 rpm | En el block               |

El Kaiser Carabela contó como elemento moto propulsor al motor Continental 6L-226, fabricado íntegramente en el país. La misma unidad se hallaba presente en la Estanciera. Sus detractores afirmaban que era un motor antiguo que se había utilizado en Estados Unidos desde 1928, pero la realidad era que satisfacía los requisitos de un país con talleres mecánicos a los que este tipo de tecnología les era habitual para las reparaciones. Consistía en seis cilindros en línea verticales, refrigerados por agua, de cuatro tiempos y con las válvulas de admisión y escape dispuestas lateralmente con botadores ajustables en el block, que era de fundición gris de hierro y estaba reforzado en lugares convenientes para evitar deformaciones. El cigüeñal, de acero forjado y normalizado con tratamiento térmico superficial de dureza, giraba apoyado en cuatro cojinetes de bancada, con casquillos de metal antifricción blanco. El último cojinete de bancada limitaba mediante espesores laterales la regulación del juego longitudinal del cigüeñal.

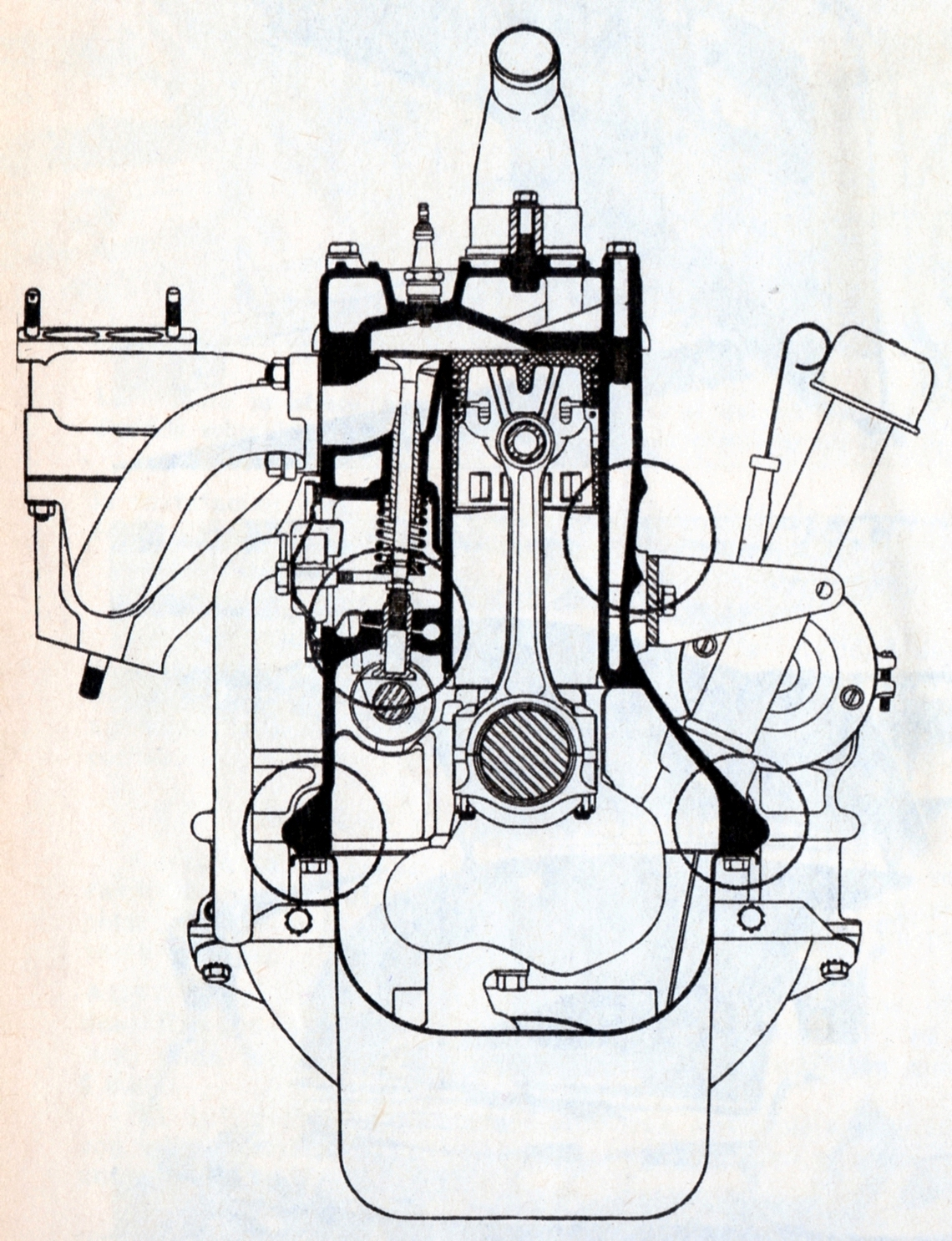
El motor IKA Continental 6L-226, que portaba el Carabela.

Las bielas eran de acero forjado, iguales e intercambiables entre sí las N.º 1, 3 y 5, y las 2, 4 y 6. Los pistones eran de aleación de aluminio, rectificados elípticos, con baño de estaño y aro integral de control térmico de dilatación. El diámetro de los cilindros era de 84,138 mm y el recorrido de los pistones llegaba a los 111,125 mm, todo lo cual daba una cilindrada total de 3707 centímetros cúbicos, que con la relación de compresión de 7,3:1, entregaba una potencia máxima de 116,6 CV a 3800 revoluciones por minuto —potencia al freno—.
| Reglaje                     | Carrera del pistón  |
| Avance apertura de admisión | 10º A. PMS 1,14 mm  |
| Retardo cierre de admisión  | 60º D PMI 89,99 mm  |
| Avance apertura de escape   | 55º A. PMI 93,37 mm |
| Retardo cierre de escape    | 10º D. PMS 1,14 mm  |

La cupla motriz máxima resultaba de 24,89 mkg a 2000 rpm. El árbol de levas, que comanda las válvulas a través de botadores convencionales, era de acero forjado cementado en caja con cuatro muñones. El mando, que era por cadena de distribución tipo Morse, era de 46 eslabones con 25,4 mm de ancho y 12,7 mm de paso. El engranaje del árbol contaba con 36 dientes y el del cigüeñal, con 18.
Las válvulas se diferenciaban en dos tipos: de acero cromosilicio para las de admisión y de acero cromosilicio XCR para las de escape. El diámetro y la alzada eran respectivamente de 38,506 mm y 8,84 mm en las de admisión y 33,731 mm y 8,42 mm en las de escape. La longitud total era de 131,750 mm en las primeras y 132,131 mm en las segundas.
La combinación de aros de pistón con el aro superior cromado fue agregada al motor para aumentar la compresión, reducir el desgaste de las paredes de los cilindros y prolongar la duración de los aros. Se agregó también un expansor al aro superior de control de aceite que reducía su consumo excesivo, aunque aun así, seguía siendo elevado.

### Sistema de refrigeración
El agua de refrigeración circulaba con sobrepresión de 0,53 kg sobre centímetro cuadrado, mantenida por una válvula de tipo resorte que incorporaba la tapa del radiador. Un termostato regulaba también el calentamiento del agua y cerraba el paso de esta cuando la temperatura era inferior a los 66 °C a fin de facilitar el rápido elevamiento de la temperatura. Cuando llegaba a los 78 °C, el termostato quedaba completamente abierto. La capacidad del sistema era de 11,5 litros sin calefactor y de 12 aproximadamente con la inclusión de este aparato.

### Sistema de lubricación
| Presión mínima (velocidad de reposo) | Presión máxima                   |
| 600 rpm                              | 2000 rpm                         |
| 0,57 a 0,70 kg/centímetro cuadrado   | 1,7 a 2,1 kg/centímetro cuadrado |
| 8 a 10 libras/pulgada cuadrada       | 24 a 30 libras/pulgada cuadrada  |

El sistema de lubricación respondía al tipo de lubricación forzada bajo presión con una bomba impulsora del tipo de engranajes sumergida en el cárter, del cual se extraía el aceite lubricante por medio de un colector flotante situado siempre en el nivel superior de este. De este modo, la bomba no succionaba los residuos que pudieran depositarse en el fondo del cárter. El aceite se dirigía desde la bomba hacia los elementos a lubricar por medio del sistema de conductos perforados en el metal.
La presión del circuito estaba controlada por una válvula reguladora de tipo pistón deslizante, accionado por un resorte. La válvula se encontraba alojada en la tapa de la bomba y cuando la presión del aceite era excesiva, la válvula dejaba pasar el exceso al circuito de retorno, lo que disminuía la presión en el motor. El circuito de retorno se encontraba, por su parte, dentro de la misma bomba. Los valores de presión oscilaban entre 600 rpm —velocidad de reposo— y 200 rpm —presión máxima—.

### Sistema de combustible
El carburador del Carabela era un cárter WCD 2807 S de tiro descendente, que recibía el combustible enviado por una bomba de nafta mecánica a diafragma desde el tanque, situado en la parte trasera del vehículo, con 65 litros de capacidad aproximadamente. A diferencia de la bobina, el distribuidor, el dínamo y el regulador de voltaje, el cárter no se producía en IKA, por lo que debía ser importado. El distribuidor tenía avance centrífugo y vacío combinados, y se utilizaban bujías Auto-Lite A-7 de 14 mm con 0,030" entre electrodos.
El sistema poseía una unidad reforzadora de vacío para el funcionamiento del limpiaparabrisas. El aire de admisión se purificaba en un filtro en baño de aceite. La práctica indicaba que los filtros de aire y aceite que contenían debían limpiarse y renovarse cada 3000 km, salvo en casos de utilización en terrenos arenosos o polvorientos, donde la frecuencia de estas operaciones debía ser más frecuente. De ese modo, se prevenía al motor en sus partes expuestas, cilindros y pistones contra el trabajo de abrasivo que efectuaba la suciedad que entraba por la boca del carburador.
La bomba de nafta, asimismo, era un cárter M 957 S, accionada por el árbol de levas, y era la que portaba realmente la unidad reforzadora de vacío.

### Sistema de encendido y electricidad
La función de la batería es la de almacenar la energía eléctrica suministrada por el generador, hasta que cualquier componente del sistema eléctrico la requiera. La ignición de la mezcla se producía por el circuito de la batería, bobina, ruptor, distribuidor y bujías. La puesta en marcha del motor se lograba por medio de un motor de arranque colocado a la izquierda de este y acoplado a la corona por medio de una unidad Bendix tipo Folo Thru que impedía el desacople prematuro. El sistema de carga estaba formado por dos elementos: el generador y el regulador.
| RPM  | Grados de avance |
| 650  | 0º               |
| 900  | 1º               |
| 2400 | 6,5º             |
| 3.35 | 9º               |

| Vacío en mm. mercurio | Vacío en pulgadas mercurio | Grados de avance |
| 254                   | 10                         | 0º               |
| 279,4                 | 11                         | 1º               |
| 355,6                 | 14                         | 4º               |
| 381                   | 15                         | 5º               |

El generador de 360 watts —8 voltios, 45 amperes— estaba colocado sobre el costado izquierdo del motor y era accionado por una correa trapezoidal desde la salida delantera del cigüeñal. Su función era suministrar corriente eléctrica a la batería y la carga era controlada por un regulador. La energía eléctrica producida se almacenaba en la batería de tres celdas y 15 placas situada delante, debajo del capó. La capacidad de la batería era de 90 amperes por hora. El regulador de carga tenía una tensión estable de 7,4 voltios durante las distintas velocidades de marcha del motor. La regulación de la chispa de acuerdo con las distintas velocidades del motor estaba dada por dos sistemas de avance: el centrífugo y el de vacío.
Las bujías de encendido debían mantenerse limpias para obtener el máximo de kilometraje y un arranque veloz, de modo que se debían quitar los depósitos de carbón en los electrodos y ajustar su luz a 0,76 mm o 0,89 mm moviendo el electrodo lateral, como así también inspeccionarse cada 18 000 km de acuerdo con el manual de instrucciones del Carabela.

### Embrague y transmisión
| 1º     | 2º                    | 3º                    | Marcha atrás |
| 2797:1 | 1551:1 (sincronizada) | 1000:1 (sincronizada) | 3489:1       |

Entre la salida del cigüeñal y la caja de velocidades se extendía el mecanismo de embrague de diseño convencional, mono disco seco con placa de empuje y una capacidad de cupla de 25,1 mkg. El comando del mecanismo se realizaba por intermedio del pedal correspondiente que, de este modo, resultaba mecánico.
Luego del embrague, se desarrollaba la caja de velocidades, empalmada al volante como todos los vehículos de la época, que tenía tres marchas hacia adelante y una hacia atrás, con la segunda y la tercera sincronizadas. Los engranajes de la caja eran del tipo oblicuo silenciosos. El comando de la caja se efectuaba con la palanca, colocada en la columna de dirección. La relación de giro entre la salida del cigüeñal y la salida de la caja de velocidades a través de las marchas eran de 2797:1 para la primera, 1551:1 para la segunda, 1000:1 para la tercera y 3489:1 para la de marcha atrás.
| 1º       | 2º     | 3º     | Marcha atrás |
| 11 439:1 | 6343:1 | 4090:1 | 15 525:1     |

La potencia motriz era llevada hasta el tren trasero por el árbol de propulsión, que estaba constituido por un tubo de acero en cuyos extremos tenía las partes correspondientes de los dos movimientos universales —crucetas con cojinetes de aguja— que le permitían absorber las variaciones de distancia —movimiento deslizante— y de ángulo, propias de los movimientos de suspensión.
El aclopamiento trasero piñón corona era de tipo hipoidal y tenía una relación de 4,09:1 —45 dientes la corona y 11 dientes el piñón—. Entonces, las relaciones finales eran de 11 439:1 para la primera marcha, de 6343:1 para la segunda, 4090:1 para la tercera y 15 525:1 para la de marcha atrás.

### Tren delantero, trasero y suspensión
La suspensión delantera del Carabela era de tipo independiente, formada por un juego de triángulos dobles en cada rueda que constituían un trapezoide deformable. El movimiento de la suspensión estaba controlado por un resorte helicoidal que se extendía desde un punto fijo al chasis a la altura del brazo superior hasta una cazoleta en el brazo inferior. La amortiguación del sistema se lograba por un elemento hidráulico telescópico que corría dentro de cada resorte.
El chasis fue adaptado respecto al Manhattan y era típicamente americano, con una «X» en el centro y el upsweep —barrido hacia arriba— detrás para dejar lugar al eje rígido. Los largueros fueron acajonados, y el extremo delantero y el último travesaño, reforzados.
El tren trasero formaba una unidad rígida sostenida por dos elásticos semielípticos de ballesta, uno por lado, dispuestos longitudinalmente. Ambos elásticos actuaban como suspensores y fijadores del eje trasero en todos los sentidos y el sistema se conocía bajo el nombre de Hotchkiss. Los amortiguadores eran, como en el caso delantero, hidráulicos telescópicos de acción directa y doble efecto, sumamente inclinados para resistir el rolido. Además, contaba con topes de goma en el arco del chasis para amortiguar los golpes en casos de fondeo de la suspensión. Las dos suspensiones, completamente convencionales, fueron reforzadas respecto a su predecesor.
Según el manual de instrucciones, «los neumáticos son del tipo de baja presión... que combinan tracción mejorada, marcha más suave y mayor duración. La combinación de estas cualidades con la suspensión Kaiser y el famoso tren de dirección "Tru-Line" le aseguran miles de kilómetros de manejo seguro y sin esfuerzo».

### Dirección
| Caster    | Camber             | Inclinación perno punta de ejes | Convergencia    | Divergencia en curvas (giro a der.) rueda int. 2º |
| 0º a + 1º | 0º30 + 0º15 - 0º30 | 4º                              | 3,17 + 0 - 1,58 | 20º y 17'30"                                      |

El mecanismo de dirección era del tipo Gemmer, con una reducción de 18,2:1. El rodillo y el sinfín de la caja de dirección estaban montados sobre cojinetes de rodillo. De acuerdo a las especificaciones de fábrica, los ángulos de alineación de las ruedas delanteras eran las siguientes:

### Bastidor y carrocería
El motor, la carrocería y los movimientos de la suspensión del Carabela estaban montados sobre un bastidor de acero laminado en perfil «U» con cuatro travesaños y una unión central en forma de eje. Esta última tenía un túnel en su parte media por el que pasaba el árbol de transmisión. Los amortiguadores traseros corrían desde las bridas de sujeción de las cañoneras del diferencial a los elásticos hasta el tercer travesaño, en el que quedaban sujetados por medio de bujes de goma.
En los extremos delanteros del bastidor, se encontraban los elementos de amarre de la barra antirrodillo, que unía entre sí los brazos inferiores del movimiento de suspensión de las ruedas delanteras.

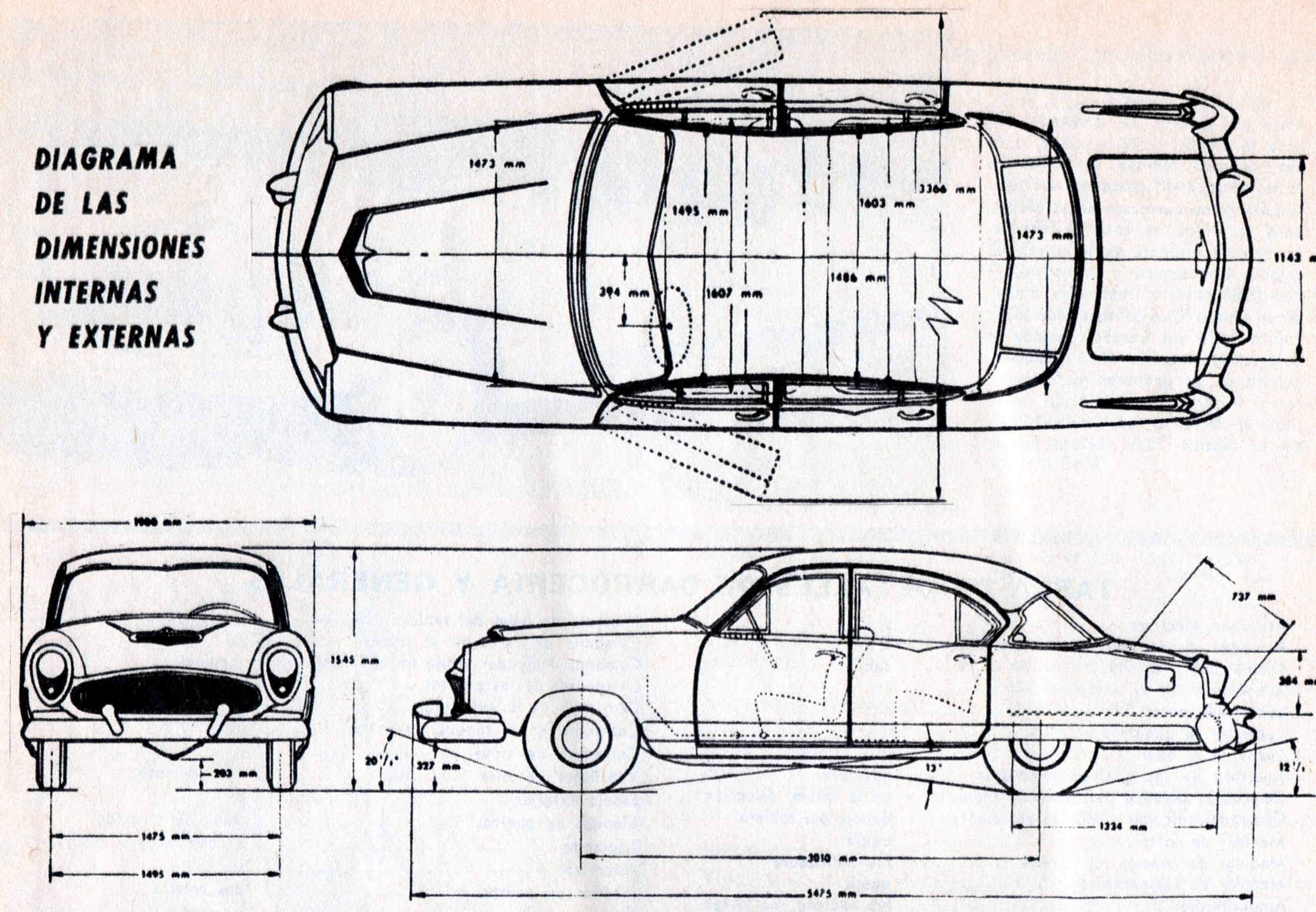
Diagrama de las dimensiones internas y externas del Kaiser Carabela.

El Kaiser Carabela era un sedán cuatro puertas perteneciente al segmento F con capacidad real para seis personas. Las medidas interiores eran generosas: 1607 mm entre los lados interiores de las puertas delanteras y 1603 mm entre las traseras. Del mismo modo, la separación entre los asientos delantero y trasero permitía confirmar la amplitud del automóvil. El mecanismo correspondiente para la apertura de baúl era de bisagras a resorte y vale destacar que el mismo contaba con iluminación, no así el capó. El faldón de los guardabarros traseros, según quejas de algunos usuarios, dificultaba cambiar las cubiertas por la rueda de auxilio, que se ubicaba en una cavidad del baúl.

### Frenos
Los frenos eran hidráulicos y autocentrantes, y las campanas de fundición tenían 279,4 mm de diámetro y las cintas 50,8 mm de anchura, con una superficie de frenado de 1030 centímetros cúbicos. El freno de mano era mecánico y se encontraba debajo del tablero, con un control tipo «mango de paraguas»; se destrababa instantáneamente a través de un ligero giro rotatorio, pero no era eficaz en grado excepcional.
En general, el Kaiser Carabela frenaba en buenas distancias, aunque era proclive a la pérdida de frenos si estos se aplicaban repetidamente. Esto fue observado en un road test de la revista Parabrisas, que remarcó que «puesto en una emergencia frena muy, muy bien. Lo que no tiene es estabilidad bajo sucesivas operaciones, pero no se puede pedir tanto tratándose de un coche enorme de más de 1700 kg. En montaña, habría que ir cuidando frenos bastante, porque se recalientan las cintas».

### Tabla de detalles de carrocería
| Prestación                             | Kaiser Carabela              |
| -------------------------------------- | ---------------------------- |
| Arranque eléctrico                     | Sí                           |
| Arranque en la llave de contacto       | Sí                           |
| Bocina doble o simple                  | Doble                        |
| Aro bocina en el volante               | No                           |
| Luces del motor                        | No                           |
| Luces en la guantera                   | Sí                           |
| Luces en el baúl                       | Sí                           |
| Apertura de las puertas delanteras     | Adelante                     |
| Colocación palanca del freno de mano   | En la columna de dirección   |
| Comando indicador viraje en el volante | Debajo del tablero           |
| Medidor de nafta                       | Aguja                        |
| Medidor de presión de aceite           | Luz indicadora               |
| Medidor de temperatura                 | Aguja                        |
| Amperímetro                            | Luz indicadora de carga      |
| Parcial de kilometraje                 | Sí                           |
| Reloj                                  | No                           |
| Ceniceros                              | Sí                           |
| Espacio para radio                     | Sí                           |
| Lavaparabrisas                         | No                           |
| Calefacción                            | Opcional                     |
| Ventilador de calefacción              | Opcional                     |
| Reóstato de luces del tablero          | Sí                           |
| Comando de luces en el volante         | No                           |
| Comando indicador viraje en el volante | Opcional                     |
| Cerraduras de las puertas              | Sí                           |
| Cerradura de la guantera               | Sí                           |
| Cerradura en el tanque de nafta        | No                           |
| Cerradura del baúl                     | Sí                           |
| Ventiletes de aire                     | Dos adelante                 |
| Espejo exterior                        | No                           |
| Manijas de puertas                     | Tipo «de tracción»           |
| Tapizado                               | Cuero y nilón en dos colores |
| Alfombra                               | Sí                           |
| Interior de puertas                    | Dos colores                  |
| Techo                                  | Gamuzón                      |
| Respaldo delantero graduable           | No                           |
| Piso baúl                              | Alfombra de goma             |
| Posa brazos                            | Tapizado en dos colores      |
| Colocación de la batería               | Adelante                     |
| Viseras para el sol                    | Dos                          |
| Ventanas                               | Tipo levadizo                |